# Michelle Rocca
Michelle Mary Teresa Rocca (Dublino, 7 agosto 1961) è una modella irlandese, incoronata Miss Irlanda 1980.
In qualità di Miss Irlanda, la Rocca ebbe modo di partecipare a Miss Mondo 1980, dove vinse la fascia di Miss Photogenic, ed a Miss International 1981 dove ottenne la terza posizione.
Dopo una breve carriera di modella, lavorò come conduttrice televisiva per il canale irlandese RTE nel 1987. Nel 1988 conduce l'Eurovision Song Contest 1988, insieme a Pat Kenny. Nel 1990 condurrà anche Miss Mondo, il concorso che aveva lanciato la sua carriera.
Figlia di Paddy e Maureen Rocca e nipote dell'immigrato italiano Egidio Rocca, che aveva fondato l'azienda Rocca Tiles.
In seguito acquisì una certa notorietà in quanto moglie del calciatore dell'Arsenal Football Club John Devine che sposò nel 1981, e dal quale ebbe due figli Danielle e Natasha, ma da cui divorziò nel 1987. Nel 1992 si lega al cantante Van Morrison, che in seguito sposerà. Michelle Rocca comparirà sulle copertine degli album del fidanzato Days like This e No Prima Donna: The Songs of Van Morrison.